# Reifnitzbach
Reifnitzbach este o arie protejată (sit de importanță comunitară — SCI) din Austria întinsă pe o suprafață de 1,7 ha, integral pe uscat.

## Localizare
Centrul sitului Reifnitzbach este situat la coordonatele 46°36′15″N 14°10′30″E / 46.6042°N 14.175°E.

## Înființare
Situl Reifnitzbach a fost declarat sit de importanță comunitară în februarie 2002 pentru a proteja 4 specii de animale.

## Biodiversitate
Situată în ecoregiunea alpină, aria protejată conține 3 habitate naturale: Râuri de munte și vegetația erbacee de pe malurile acestora, Cursuri de apă de la nivel de câmpie la nivel montan, cu vegetație Ranunculion fluitantis și Callitricho-Batrachion, Liziere de ierburi înalte hidrofile de câmpie și de nivel montan până la alpin.
La baza desemnării sitului se află mai multe specii protejate:
- amfibieni (1): izvoraș-cu-burta-galbenă (Bombina variegata)
- nevertebrate (2): Austropotamobius torrentium, carabus variolosus nodulosus (Carabus (variolosus) nodulosus)
- pești (1): Chalcalburnus chalcoides

Pe lângă speciile protejate, pe teritoriul sitului au mai fost identificate 1 specie de plante, 1 specie de păsări, 2 specii de amfibieni, 4 specii de nevertebrate, 3 specii de pești.